# 科尼山
46°24′58″N 8°55′03″E / 46.41617°N 8.91744°E

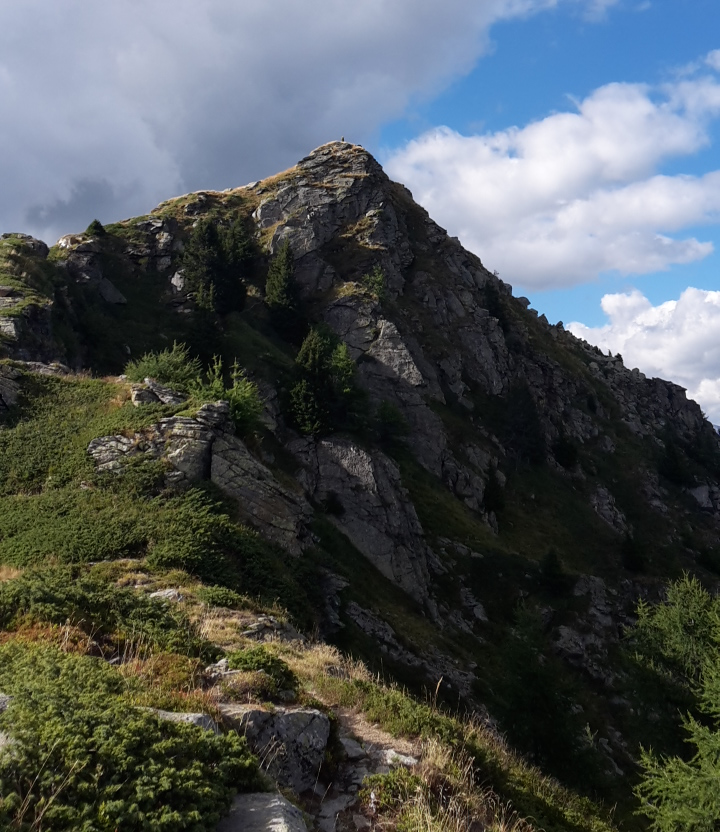

科尼山（德語：Cogn），是瑞士的山峰，位於該國南部，由提契諾州負責管轄，屬於阿杜拉阿爾卑斯山脈的一部分，距離馬特羅山0.9公里，海拔高度2,166米，每年平均降雨量2,204毫米。